# Woolworths Supermarkets
Woolworths Supermarkets (connue sous le nom de Woolworths et, familièrement, de « Woolies ») est une chaîne australienne de supermarchés et de magasins d'épicerie appartenant à Woolworths Group. Fondée en 1924, Woolworths et Coles forment un quasi-duopole de supermarchés australiens représentant environ 80 % du marché australien.
Woolworths se spécialise principalement dans la vente d'épiceries (légumes, fruits, viande, aliments emballés, etc.), mais elle vend également des magazines, des DVD, des produits de santé et de beauté, des produits ménagers, des fournitures pour animaux de compagnie et des bébés et des articles de papeterie.
Woolworths exploite, en juin 2020, environ 1 000 magasins dans toute l'Australie : 987 supermarchés et 64  magasins de proximité « Metro » portant le même logo. Woolworths exploite également Woolworths Online (à Woolworths.com.au), à l'origine connu sous le nom de « HomeShop », comme service de retrait en magasin et de livraison d'achats à domicile.

## Sources
- (en) Cet article est partiellement ou en totalité issu de l’article de Wikipédia en anglais intitulé « Woolworths Supermarkets » (voir la liste des auteurs).